# Międzynarodowa Unia Krystalografii
Międzynarodowa Unia Krystalografii (ang. International Union of Crystallography, w skrócie IUCr) – międzynarodowa organizacja, której celem jest promowanie i koordynacja współpracy międzynarodowej w dziedzinie krystalografii, standaryzacja symboliki i nazewnictwa oraz organizacja międzynarodowych kongresów i konferencji o tematyce krystalograficznej.
IUCr została założona w 1948 roku i jest członkiem Międzynarodowej Rady Nauki.
IUCr jest wydawcą m.in. międzynarodowych tablic krystalograficznych oraz czasopism:
- Acta Crystallographica Section A: Foundations of Crystallography
- Acta Crystallographica Section B: Structural Science
- Acta Crystallographica Section C: Crystal Structure Communications
- Acta Crystallographica Section D: Biological Crystallography
- Acta Crystallographica Section E: Structure Reports Online
- Acta Crystallographica Section F: Structural Biology and Crystallization Communications
- Journal of Applied Crystallography
- Journal of Synchrotron Radiation